# Miriam Tlali
Miriam Masoli Tlali [ˈtlɑdi] (Johannesburgo, 11 de noviembre de 1933-Johannesburgo, 24 de febrero de 2017) fue una escritora sudafricana, conocida por haber sido la primera mujer negra de su país en publicar una novela, Muriel at Metropolitan, en 1975, después publicada como Between two worlds. Junto con Sydney Sipho Sepamla y Mongane Wally Serote fue una de las primeras autoras en tratar la tragedia de Soweto de 1976, en donde quinientos sesenta y seis niños que se manifestaban contra las políticas educativas fueron asesinados.

## Biografía
Nació en Johannesburgo y estudió en la escuela anglicana de St Cyprian y en la Madibane High School. Más tarde en la Universidad del Witwatersrand, hasta que fue vetada para negros durante el apartheid, y en la Universidad nacional de Lesoto, en Roma, Lesoto, donde no pudo continuar por problemas financieros.

## Premios
- 2005: South African Lifetime Achievement Literary Award
- 2008: Order of Ikhamanga en plata

## Obra
- 1979: Between Two Worlds, Longman African Classics (Muriel at Metropolitan)
- 1980: Amandla!, Ravan Press
- 1984: Mihloti, Skotaville Press
- 1989: Soweto Stories, Pandora Press